# Блахут, Бено
Бено Блахут (чеш. Beno Blachut; 14 июня 1913, Витковице, Австро-Венгрия (ныне часть Остравы, Моравскосилезский край, Чехия) — 10 января 1985, Прага, Чехия) — чешский и чехословацкий оперный певец (драматический тенор), профессор. Лауреат Государственной премии (1941). Заслуженный артист Чехословакии (1958). Народный артист Чехословакии (1963).

## Биография
Работал на Витковицком металлургическом заводе, жил в скромных условиях. После увольнения с завода решил посвятить свою жизнь пению.
Сначала пел в церковном хоре. В 1935—1939 годах обучался в Пражской консерватории: вокалу — у Л. Кадержабека, драматическому искусству и декламации — у Пуймана. Дебютировал на оперной сцене в театре г. Оломоуц в 1939 году. Здесь исполнил свою первую партию в опере Бедржиха Сметаны «Проданная невеста».
До 1941 года — солист Оломоуцкого оперного театра. С 1941 года до своей смерти — один из ведущих певцов Народного театра в Праге.

## Избранные партии
- Ирка, Принц («Чёрт и Кача», «Русалка» Дворжака),
- Далибор (Сметаны),
- Ионтек («Галька» Монюшко),
- Рауль («Гугеноты»),
- Фауст (Гуно),
- Зигфрид (Вагнера),
- Хозе, Герман и др.

Обладая выдающимися вокальными данными, Б. Блахут с успехом исполнял наряду с драматическими и лирические партии оперного репертуара. Гастролировал в Вене (Австрия), Познани (Польша), Москве (СССР), Хельсинки (Финляндия), Амстердаме (Нидерланды), Эдинбурге (Шотландия) и др.
Подписант Хартии-77

## Награды
- 1941 — Государственная премия
- 1958 — Заслуженный артист
- 1963 — Народный артист Чехословакии

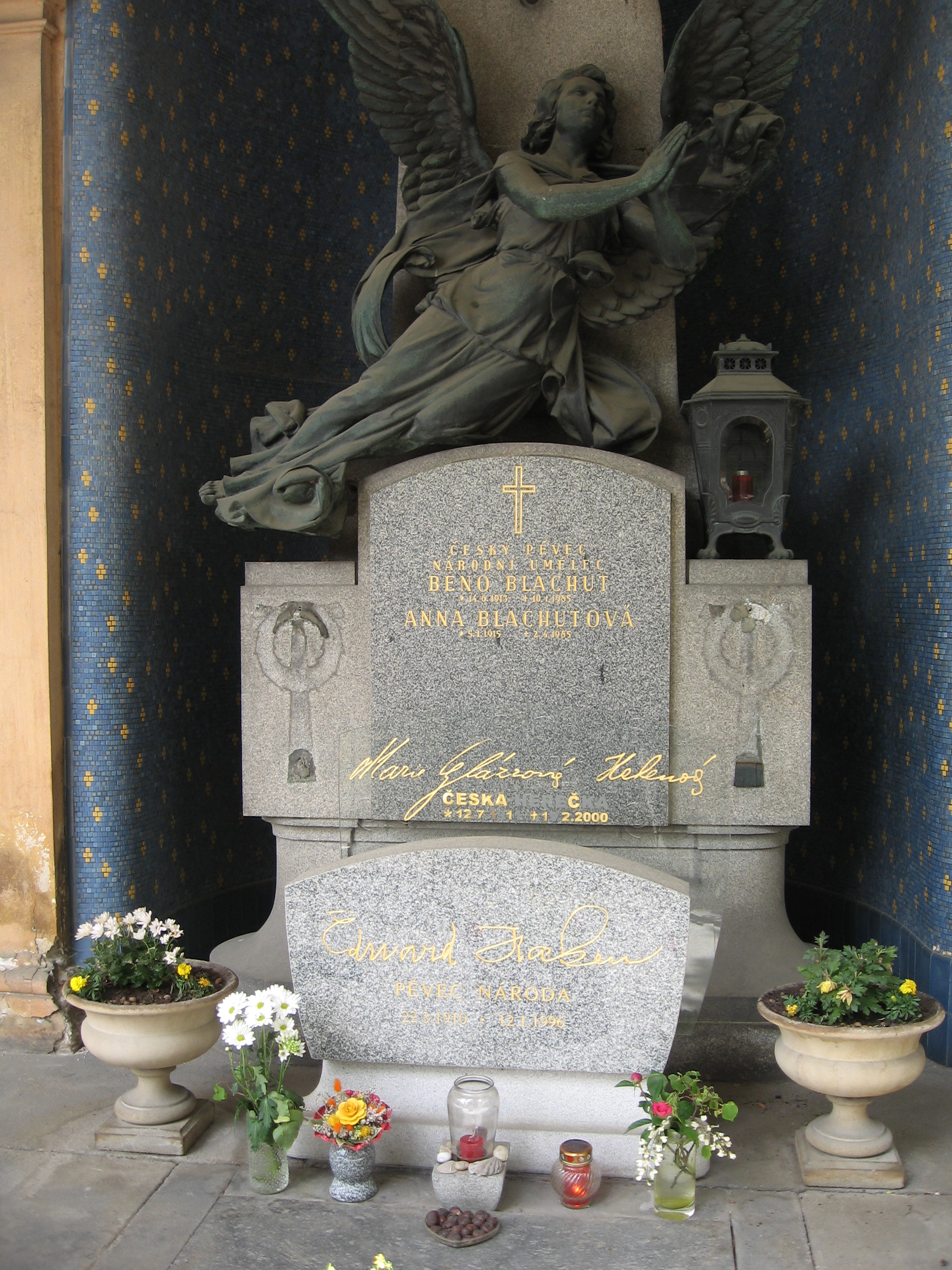
Надгробие на могиле Эдуарда Хакена, его жены Марии Глазровой и Бено Блахута на Вышеградском кладбище

## Память
- Монетный двор Чехии по заказу Национального банка Чехии выпустил юбилейную монету номиналом 500 крон, посвященную 100-летию со дня рождения Бено Блахута  Архивная копия от 24 сентября 2020 на Wayback Machine.
- В 2003 году на чешском телевидении был выпущен документальный фильм, в котором рассказывается о жизни и творческой жизни певца.

Похоронен на Вышеградском кладбище Праги.